# Amanoa gracillima
Amanoa gracillima är en emblikaväxtart som beskrevs av W.J.Hayden. Amanoa gracillima ingår i släktet Amanoa och familjen emblikaväxter. Inga underarter finns listade i Catalogue of Life.